# Systena carri
Systena carri är en skalbaggsart som beskrevs av Blake 1935. Systena carri ingår i släktet Systena och familjen bladbaggar. Inga underarter finns listade i Catalogue of Life.